# Severoonežsk
Severoonežsk (in lingua russa Североонежск) è una città situata in Russia, nell'Oblast' di Arcangelo, più precisamente nel Pleseckij rajon.